# Boris Bojanovský
Boris Bojanovský (ur. 5 kwietnia 1993 w Bratysławie) – słowacki koszykarz, występujący na pozycji środkowego.
19 sierpnia 2016 został zawodnikiem Anwilu Włocławek. 16 grudnia klub rozwiązał z nim umowę za porozumieniem stron w związku z przedłużającą się absencją koszykarza.

## Osiągnięcia
Stan na 21 sierpnia 2016, na podstawie, o ile nie zaznaczono inaczej.
Reprezentacja
- Uczestnik:
  - Europy U–18 Dywizji B (2010, 2011)
  - Europy U–16 Dywizji B (2009)